# 京都府学連事件
京都府学連事件（きょうとふがくれんじけん）は、主として、犯罪捜査としての写真撮影の適法性・合憲性が問題とされ、それぞれ適法・合憲と判断された、日本の最高裁判所による判決の通称。公務執行妨害罪及び傷害罪に問われた被告人が捜査の違法性を争ったが、捜査は適法とされ、公訴事実それ自体についても有罪とされた。肖像権を初めて認めた事例としても知られる。

## 事案の概要
1962年6月21日、折からの大学管理制度改革（文部大臣（当時）による国立大学の学長選任権及び監督権を強化する内容が含まれていた）に対して反対するデモが、京都府学生自治会連合（京都府学連）の主宰により行われた。デモ隊は立命館大学正門前から出発。立命館大学の学生を先頭に行進し、京都市東山区の円山公園へと向かった。
当時、立命館大学法学部の学生であった被告人は、デモ隊先頭集団の列外に立って行進し、デモ隊を誘導していた。
このデモ行進は、京都市公安条例（集会、集団行進及び集団示威運動に関する条例）上の許可を得た上で行われたものであったが、京都市公安委員会は、本件デモ行進を許可するに当たって、『行進隊列は4列縦隊とすること』及び『車道の東側端を進行すること』という条件を付していた。
デモ隊は、河原町通を南下し、御池通との交差点にさしかかった。予定では、この交差点を左折して御池通へと入ることになっていた。ここでデモ隊は、上記許可条件を熟知していなかった被告人の誘導により、交差点の中央付近まで進行してしまった。
被告人としては、交差点中央付近から左折して、予定通りの行進を行うつもりであったが、機動隊は、デモ隊がそのまま河原町通を南下するものと見てこれを阻止しようとした。両者は揉み合いとなったが、デモ隊は進行を続け、木屋町通を右折した。この混乱によってデモ隊は、4列縦隊を崩し、道路の中央部分を進行する形となった。
許可条件への違反状況の視察と採証職務に従事していた京都府警の巡査は、この状況を実際に確認し、許可条件への違反があったものと判断して、歩道上から、デモ隊の先頭集団を写真撮影した。
巡査による写真撮影を見た被告人は、巡査に対し「どこのカメラマンか」と抗議したが、巡査は被告人の抗議をことさらに無視した。これに憤慨した被告人は、他のデモ隊員が持っていた旗竿を取り上げ、巡査の下あごを突き、全治1週間の傷害を負わせた。
被告人は、公務執行妨害罪及び傷害罪で起訴されたが、巡査による写真撮影は違法捜査であるから、適法な公務執行ではなく、これに抵抗しても公務執行妨害罪は成立しない、として争った（違法な公務執行がなされた場合に公務執行妨害罪が成立しないことは、一般に認められている）。

## 裁判所の判断
第一審（京都地裁）、控訴審（大阪高裁）ともに、被告人を有罪としたため、被告人は上告。被告人は、京都市公安条例は憲法違反（憲法21条違反）であること、巡査による写真撮影は、被告人の意思に反するものであり、肖像権を侵害し（憲法13条違反）、かつ、令状を得て行われたものではないから、令状主義にも反する（憲法35条）と主張した。
これに対し、最高裁は、京都市公安条例は合憲であると判断し、巡査による写真撮影が違憲・違法なものではないと判断し、上告を棄却した。

## 注目すべき点
本最高裁判決は、以下の2つの点で、先例的意義を有するとされている。

### 肖像権
第一に、本判決は、最高裁が、肖像権を初めて認めた事例である。判決中で「肖像権」という権利を規定したわけではないが、実質的にこれと同等の憲法上の利益を認めたものと認識されている。
判決は、憲法13条を根拠にして「個人の私生活上の自由の一つとして、何人も、その承諾なしに、みだりにその容ぼう・姿態（以下「容ぼう等」という。）を撮影されない自由を有する」と述べた上で、「これを肖像権と称するかどうかは別として、少なくとも、警察官が、正当な理由もないのに、個人の容ぼう等を撮影することは、「憲法13条の趣旨に反し、許されないものと言わなければならない」とした。

### 警察官による写真撮影の適法性
第二に、本判決は、撮影対象となる被疑者の同意や令状がなくても、写真撮影が適法とされる余地を明確に認めた（そして、本件写真撮影は適法であり、憲法35条に違反するものではないとした）。
本判決は、「次のような場合には、撮影される本人の同意がなく、また裁判官の令状がなくても、警察官による個人の容ぼう等の撮影が許容される」として、以下のように述べている。
「現に犯罪が行われもしくは行われたのち間がないと認められる場合であって、しかも証拠保全の必要性及び緊急性があり、かつその撮影が一般的に許容される限度を超えない相当な方法を持って行われるときである。」
ただし、判示部分の意味については、争いがあり、主に以下の2つの見解が存在した。
第一は、最高裁は、捜査としての写真撮影を適法に行うためには、(1)現行犯的状況、(2)証拠保全の必要性・緊急性、(3)相当性という3つの要件が備わっていなければならない、という基準を示したのだ、という解釈である。
第二は、最高裁は、上記3つの要件を充たさない写真撮影は全て違法であるとまでは述べておらず、それ以外の場合（特に、(1)現行犯的状況がない場合）でも、写真撮影を適法とする余地は残している、という解釈である。
その後の裁判例においては、第二の見解に立つものが続いたが、最高裁平成20年4月15日第二小法廷決定（事件番号平成19(あ)839）は、本判決について、「警察官による人の容ぼう等の撮影が、現に犯罪が行われ又は行われた後間がないと認められる場合のほかは許されないという趣旨まで判示したものではない」と述べた上で、公道上及びパチンコ店内において被告人の容ぼう等をビデオ撮影した捜査活動を適法と判断しており、少なくとも裁判例においては、第二の見解が支配的になったといえる。

## 参照
- 著作権研究（連載 2）肖像権・撮る側の問題点～二つの顔・プライバシー権とパブリシティ権～、日本写真家協会